# Janis Blaswich
Janis Jonathan Blaswich (* 2. Mai 1991 in Willich) ist ein deutscher Fußballtorhüter. Er steht bei Bayer 04 Leverkusen unter Vertrag.

## Karriere

### Verein

#### Anfänge der Karriere am Niederrhein
Blaswich wuchs im niederrheinischen Hamminkeln-Mehrhoog auf und begann mit dem Fußballspielen im Jahr 1997 in der Jugendabteilung des VfR Mehrhoog. 2007 wechselte er in das Nachwuchsleistungszentrum von Borussia Mönchengladbach. Am 6. Juni 2009 gab Blaswich sein Debüt für die zweite Mannschaft der Borussia, die in der Regionalliga West spielte, beim 3:1-Sieg gegen die zweite Mannschaft von Bayer 04 Leverkusen. Er spielte jedoch weiter in der A-Jugend-Bundesliga für die U19.
Zur Saison 2010/11 wurde er fest im Kader der zweiten Mannschaft aufgenommen und spielte regelmäßig in der zweiten Mannschaft der Borussia. Am 18. Oktober 2011 unterschrieb er einen Profivertrag, sollte aber kein Ligaspiel für die Profis absolvieren. In der Saison 2014/15 wurde er mit der Mannschaft Meister und schied in den Aufstiegsspielen zur 3. Liga gegen die zweite Mannschaft von Werder Bremen aus.

#### Leihengagements in Dresden und Rostock
Zur Saison 2015/16 wurde Blaswich bis Saisonende an den Drittligisten Dynamo Dresden verliehen. Er kam für die Dresdner in 30 Partien zum Einsatz und stieg mit ihnen in die 2. Bundesliga auf.
Danach kehrte er wieder zur Mönchengladbacher Borussia zurück, kam allerdings weder in der zweiten Mannschaft, noch in der Profielf zum Einsatz. Zu Saisonbeginn 2017/18 wurde er an den Drittligisten Hansa Rostock verliehen. Für die Rostocker spielte Blaswich in 34 Partien und belegte in der 3. Liga den sechsten Tabellenplatz, spielte im DFB-Pokal gegen den Bundesligisten Hertha BSC und wurde Landespokalsieger.

#### Wechsel in die Eredivisie
Zur Saison 2018/19 verließ Blaswich Borussia Mönchengladbach endgültig und wechselte in die Eredivisie zu Heracles Almelo, für die er über hundert Pflichtspiele bestritt und auch im Halbfinale der Europa League 2018/19 zum Einsatz kam.

#### Rückkehr nach Deutschland
Zur Saison 2022/23 kehrte Blaswich in die Bundesliga zurück und wechselte zu RB Leipzig. Er unterschrieb einen Vertrag bis zum 30. Juni 2025 und war als Ersatz von Kapitän Péter Gulácsi eingeplant. Im Oktober 2022 zog sich Gulácsi im Champions-League-Spiel gegen Celtic Glasgow einen Kreuzbandriss zu. Blaswich wurde in diesem Spiel erstmals eingewechselt und vertrat Gulácsi seitdem. In der Champions League schied er mit Leipzig im Achtelfinale nach einer 0:7-Niederlage gegen Manchester City (Hinspiel 1:1) aus. Im Finale des DFB-Pokals 2022/23 siegte Leipzig mit Blaswich im Tor mit 2:0 gegen Eintracht Frankfurt. Bis Anfang Februar 2024 blieb er auch nach der Rückkehr Gulácsis weiterhin Leipzigs Haupttorhüter, sein Vertrag wurde daraufhin bis Mitte 2026 verlängert. Danach übernahm Gulácsi wieder den Platz in der Startelf und Blaswich musste auf die Ersatzbank weichen.

#### Wechsel nach Österreich
Für die Saison 2024/25 wechselte er leihweise zum österreichischen Bundesligisten FC Red Bull Salzburg. Dort erhielt er vom ersten Spiel an den Vorzug vor dem bisherigen Stammtorhüter Alexander Schlager und wurde zum Kapitän ernannt. Im Laufe der Saison wurde er aber wieder durch Schlager ersetzt und musste sich mit dem Platz auf der Bank begnügen. Während der Leihe kam er insgesamt zu elf Einsätzen in der Bundesliga.

#### Wechsel nach Leverkusen
Nach dem Ende der Leihe verließ Blaswich Leipzig im August 2025 endgültig und wechselte innerhalb der deutschen Bundesliga zu Bayer 04 Leverkusen, wo er einen bis 2027 laufenden Vertrag erhielt.

### Nationalmannschaft
Für die zwei Freundschaftsspiele gegen Österreich und die Türkei wurde Blaswich Anfang November 2023 erstmals von Nationaltrainer Julian Nagelsmann in den Kader der deutschen Nationalmannschaft einberufen, allerdings wurde er in beiden Länderspielen nicht eingesetzt.

## Erfolge
Dynamo Dresden
- Aufstieg in die 2. Bundesliga als Meister der 3. Liga: 2016

Hansa Rostock
- Landespokalsieger Mecklenburg-Vorpommern: 2018

RB Leipzig
- DFB-Pokal-Sieger: 2023
- DFL-Supercup-Sieger: 2023